# سارة شامبيون
سارة شامبيون (بالإنجليزية: Sarah Champion)‏ هي ممثلة بريطانية، ولدت في 22 أغسطس 1977 في Harold Wood ‏ في المملكة المتحدة.

## وصلات خارجية
- سارة شامبيون على موقع IMDb (الإنجليزية)